# L'amore, per caso
L'amore, per caso (L'amour, c'est mieux à deux) è un film del 2010 diretto da Dominique Farrugia e Arnaud Lemort.

## Trama
Due grandi amici, con idee diametralmente opposte riguardo alle donne e all'amore, si dovranno ricredere quando incontreranno Angèle e Nathalie.